# Meslay-le-Grenet
Meslay-le-Grenet település Franciaországban, Eure-et-Loir megyében. Lakosainak száma 376 fő (2022. január 1.). Meslay-le-Grenet Nogent-sur-Eure községgel határos.

## Népesség
A település népességének változása:
| Lakosok száma | 145  | 196  | 302  | 310  | 297  | 329  | 345  | 360  | 367  | 376  |
|               | 1968 | 1982 | 1990 | 2006 | 2013 | 2015 | 2017 | 2019 | 2020 | 2022 |